# Shanghai Airlines
Shanghai Airlines är ett kinesiskt flygbolag. Bolaget bildades 1985 av myndigheterna i Shanghai och har sin verksamhet koncentrerad till Shanghais två stora internationella flygplatser Pudong och Hongqiao. 2002 noterades bolagets aktier på Shanghai Stock Exchange. I december 2007 blev bolaget medlem i den internationella flygbolagsalliansen Star Alliance. 2010 förvärvades bolaget av China Eastern Airlines. Bolaget fortsätter verka under eget namn men lämnade Star Alliance och gick med i SkyTeam i likhet med China Eastern. 